# Хаммаши, Фахем
Фахе́м Хаммаши́ (араб. فاهم حميشي‎; род. 7 марта 1992, Беджая) — алжирский боксёр, представитель легчайшей и наилегчайшей весовых категорий. Выступает за сборную Алжира по боксу начиная с 2010 года, серебряный призёр Всемирных военных игр в Мунгёне, обладатель серебряной медали чемпионата мира среди военнослужащих, победитель и призёр турниров международного значения, участник летних Олимпийских игр в Рио-де-Жанейро.

## Биография
Фахем Хаммаши родился 7 марта 1992 года в городе Беджая, Алжир.
Первого серьёзного успеха на взрослом международном уровне добился в сезоне 2010 года, когда вошёл в состав алжирской национальной сборной и побывал на международном турнире «Трофи Мохамеда VI» в Марокко, откуда привёз награду бронзового достоинства, выигранную в первой наилегчайшей весовой категории. Также выступил на домашнем Кубке африканских наций и на чемпионате мира среди юниоров в Азербайджане, где уже на предварительном этапе уступил кубинцу Йосвани Вейтии.
В 2011 году выступил на чемпионате Африки в Камеруне.
Взял серебро на Кубке африканский наций 2012 года в Ботсване, занял первое место на Кубке Алжира по боксу.
В 2013 году боксировал на Средиземноморских играх в Мерсине, но дошёл здесь только до четвертьфинала. Выступил на международном турнире «Хиральдо Кордова Кардин» на Кубе и на домашнем международном турнире в Сетифе, где получил бронзу.
На чемпионате Алжира одолел всех своих соперников в легчайшем весе и завоевал золотую медаль. Представлял страну на чемпионате Международного совета военного спорта в Алма-Ате, где сумел дойти до финала, потерпев единственное поражение в решающей встрече с казахом Кайратом Ералиевым. Выиграл серебряную медаль на Всемирных военных играх в Мунгёне, при этом на Африканском военном чемпионате был лучшим. С этого времени регулярно принимал участие в матчевых встречах полупрофессиональной лиги WSB, представляя команду «Алжирские пустынные ястребы».
Дошёл до четвертьфиналов на африканской олимпийской квалификации в Камеруне и на всемирной олимпийской квалификации в Баку, где проиграл представителю Украины Николаю Буценко — этого оказалось достаточно для попадания на летние Олимпийские игры 2016 года в Рио-де-Жанейро. Тем не менее, на Играх Хаммаши провёл только один единственный бой, уже на предварительном этапе категории до 56 кг со счётом 1:2 потерпел поражение от бразильца Робенилсона де Жезуса и выбыл из борьбы за медали.
После бразильской Олимпиады Фахем Хаммаши остался в основном составе алжирской национальной сборной и продолжил принимать участие в крупнейших международных турнирах. Так, в 2017 году он выступил на чемпионате Африки в Браззавиле, но дошёл здесь лишь до 1/8 финала.